# Литовка (Гродненская область)
Лито́вка (бел. Літо́ўка) — деревня в Новогрудском районе Гродненской области Беларуси. Входит в состав Ладеникского сельсовета. До 2017 года входила в состав Брольницкого сельсовета.

## География
Расположена в 5 км от Новогрудка, через деревню проходит дорога Р5.

### Гидрография
Деревня располагается в бассейне реки Неман, в который входят бассейн реки Валовка, бассейн реки Братянка и бассейн реки Литовка.

### Физико-географическая характеристика
Деревня находится на Восточно-Европейской равнине, на Белорусской гряде, Новогрудская возвышенность. Вокруг деревни смешанный лес Черемшово, где прорастает множество видов растений.

## История
До 2017 года входила в состав Брольницкого сельсовета.

## Население

### Численность
- 2009 год — 12 человек

### Динамика
- 1999 год — 18 человек (перепись населения)
- 2009 год — 12 человек (перепись населения)[4]

## Достопримечательность
- Большой камень литовский со знаками — геологический памятник природы республиканского значения[5].
- Пляж на одноимённом озере.
- Автобусная остановка, которую считают самой необычной в республике. Оформлена по мотивам поэмы Адама Мицкевича «Гражина». Построена из камня и дерева, а крыша сделана из камыша[6].
- Фэнтези-усадьба "Литовка", располагающаяся на небольшом холме рядом с одноимённым озером, в месте окружённом лесами. Ранее в доме, где сейчас располагается усадьба, любил останавливаться отдыхать известный музыкант и композитор Владимир Высоцкий. Усадьба имеет весьма необычную архитектуру и отделку, что привлекает множество туристов[7][8][9].